# Kristian Bech
Kristian Bech (født 9. december 1975 i Roskilde) er oprindelig uddannet politiassistent, inden han i 2015 blev vært på Kanal 5-programmet Eftersøgt - med Kristian Bech.. Han var angiveligt en del af Rigspolitiets overvågningsenhed, og fik inspiration til programmet Eftersøgt – med Kristian Bech ud fra idéen om, at flere af de kriminelle tog til udlandet for at gemme sig fra dansk politi.
Han blev efterfølgende vært på TV 2-programmerne Station 2 og Station 2: Tæt på ligesom han fulgte aktivister i serien Bech og de ekstreme aktivister. Senest har Kristian Bech fundet forsvundne danskere i TV 2-programmerne Som sunket i jorden og De forsvundne fædre.

## Andre aktiviteter
Kristian Bech deltog i 2020 i sæson 17 af Vild med dans. Han dansede med den professionelle danser Mille Funk.
Kristian Bech deltog i 2022 i sæson 5 af Korpset (TV2-program)
Han deltog også i første sæson af TV 2's underholdningsprogram Forræder, som fik premiere 28. juli 2023.